# Mariánský sloup (Přeštice)
Mariánský sloup v Přešticích stojí v centru města na jižní straně Masarykova náměstí. Je zhotoven z pískovce ve stylu raného baroka, pochází z roku 1676. Roku 1963 byl zapsán do Ústředního seznamu kulturních památek.

## Historie
Mariánský sloup nechal v roce 1676 postavit přeštický děkan Vojtěch Matyáš Schram (Adalbert Schramm). Socha Panny Marie je ikonograficky ztvárněná jako Immaculata a doplňovaly ji po stranách na konzolách stojící dvě menší sošky svatého Václava a svatého Vojtěcha. Socha svatého Vojtěcha původně stávala na tomtéž místě při silnici v místě, kde byl později postaven pomník obětem druhé světové války.
V roce 2002 došlo ke krádeži sochy svatého Václava; po této události byla socha svatého Vojtěcha snesena a umístěna v bezpečí depozitáře. Později byly vytesány nové sochy svatého Václava a svatého Vojtěcha a osazeny na původní místo. Obě byly zhotoveny jako věrné kopie soch původních, svatý Vojtěch podle dochovaného originálu, svatý Václav pak podle dostupných archivních materiálů Městského úřadu v Přešticích a Národního památkového ústavu v Plzni.

## Popis
Sousoší je umístěno na jižní straně Masarykova náměstí mezi stromy. Jedná se o raně barokní pololidovou práci. Dosahuje výšky téměř šesti metrů a tvoří jej trojsoší – socha Panny Marie po levé straně se svatým Václavem a po pravé se svatým Vojtěchem. Oba světci o výšce asi 150 cm jsou ve strnulém postoji, svatý Václav je znázorněn v rytířské zbroji, svatý Vojtěch v kněžském rouchu. Mezi nimi je vztyčen třímetrový sloup s korintskou hlavicí. Na nízkém malém soklu pak stojí postava Panny Marie s kovovou kruhovou svatozáří.
Na podstavci je nápis zvěčňující donátora a letopočet vybudování:
A. M. S. D. P.
I. B. A. H. H. P.
EX VOTO
A[nn]o D[omi]ni 1676

(tj. Adalbertus Mathias Schram Decanus Presticensis / In Beati Adalberti Honorem Hanc Posuit [Statuam] ex voto Anno Domini 1676, v překladu "Vojtěch Matyáš Schram, děkan přeštický, ke cti sv. Vojtěcha tuto sochu postavil ze slibu L. P. 1676").